# Xã Colome, Quận Tripp, South Dakota
Xã Colome (tiếng Anh: Colome Township) là một xã thuộc quận Tripp, tiểu bang Nam Dakota, Hoa Kỳ. Năm 2010, dân số của xã này là 75 người.